# Marek Wojdyło
Marek Wojdyło (geboren 1958 in Oświęcim)  ist ein polnischer Lyriker.

## Leben
Wojdyło studierte polnische Philologie an der Jagiellonen-Universität Krakau und debütierte 1985 unter dem Pseudonym „Jeremiasz“ im „Tygodniku Powszechnym“. Er lebt in Oświęcim und arbeitet dort als Gymnasiallehrer.
Wojdyło erhielt 1994 den Kościelski-Preis.

## Werke
Seine Texte wurden von Jakub Malukow Danecki und Karl Dedecius ins Deutsche übertragen. Wojdyło ist in der Auswahl von Dedecius „Poesie des 20. Jahrhunderts“ als einer der zehn wichtigsten Lyriker seiner Generation aufgenommen worden und war Teilnehmer des deutsch-polnischen Lyrikfestivals wortlust in Leipzig 1995 und Lublin 1997.

### Lyrik
- Podeptana uroda świata (1985)
- Kraina lenistwa/Schlaraffenland (1994)
- Ruskie Pierogi/Russische Piroggen (2001)
- Duchy i dusze/Geister und Seelen (2007)